# إصابة عضلية هيكلية
يشير مصطلح إصابة عضلية هيكلية إلى أذيات في الجهاز العضلي أو الهيكلي تحدث عادةً بسبب النشاطات الشديدة. أظهرت إحدى الدراسات تعرض 25% من أصل 6300 بالغ شملتهم الدراسة لإصابات في الجهاز العضلي الهيكلي خلال 12 شهرًا استغرقتها الدراسة، وكانت 83% من هذه الإصابات مرتبطة بنشاطات شاقة. تتنوع إصابات الجهاز العضلي الهيكلي وتدخل ضمن مجموعة كبيرة ومتنوعة من التخصصات الطبية مثل الجراحة العظمية والطب الرياضي وطب الطوارئ وأمراض الروماتيزم.
يمكن أن تؤثر إصابات الجهاز العضلي الهيكلي على أي جزء من جسم الإنسان بما في ذلك العظام والمفاصل والغضاريف والأربطة والأوتار والعضلات والأنسجة الرخوة الأخرى. تشمل الأعراض آلامًا خفيفة إلى شديدة وآلامًا أسفل الظهر وخدرًا وتنميلاً وضمورًا في العضلات. تنتج هذه الإصابات عن حركات متكررة تستمر لفترة من الزمن. تربط الأوتار العضلات بالعظام بينما تربط الأربطة العظام بالعظام، وتلعب الأوتار والأربطة دورًا هامًا في الحفاظ على استقرار المفاصل والتحكم في حدود حركات المفاصل، وبمجرد إصابة الأوتار والأربطة تتأثر الوظائف الحركية. يمكن أن تؤدي التمارين والحركات المستمرة لإصابة الجهاز العضلي الهيكلي بالتهاب مزمن قد يتطور إلى أذية دائمة أو عجز.
قد يحدث ضمور عضلي في كثير من الحالات خلال فترة الشفاء بعد إصابة الجهاز العضلي الهيكلي، لأن المنطقة المصابة تكون مثبتة ولا تتحرك بسبب الجبيرة أو المثبتات. يمكن أن تساعد جلسات العلاج الفيزيائي بعد إزالة الجبيرة على استعادة قوة العضلات أو الأوتار المتيبسة. توجد طرق مختلفة أيضًا للتحفيز الكهربائي للعضلات الثابتة التي يمكن أن تحدث بواسطة جهاز يوضع تحت الجبيرة، ما يساعد على منع حدوث الضمور، وتشمل التدابير الوقائية تصحيح أو تعديل وضعيات الشخص وتجنب الحركات العنيفة والمفاجئة، ومن المفيد الراحة بعد الإصابة لمنع تفاقم الإصابة.
يمكن تقسيم مراحل إصابات الجهاز العضلي الهيكلي لثلاث مراحل، تنشأ المرحلة الأولى عن الإصابة نفسها سواء كانت بسبب الإجهاد أو الإرهاق أو ضمور العضلات. تتضمن المرحلة الثانية كيفية تأثير الإصابة على الوظائف الجسدية والنفسية للمصاب. أما المرحلة النهائية فتتعلق بقرار المصاب بالعودة إلى العمل بعد التعافي، إذ أن إصابات الجهاز العضلي الهيكلي تضر بالحركة والقدرة البدنية، ما قد يؤدي في النهاية إلى تدهور الحياة المهنية للمصاب.

## أنواع الإصابات العضلية الهيكلية

### إصابة العنق والكتف
يسمح مفصل الكتف للذراع بالحركة، ويمكن أن تؤدي الوضعيات السيئة إلى أذيات هامة في الأعصاب. يمكن أن تتسبب حركات الكتف المتكررة أو رفع الذراع فوق الرأس أو التأرجح أو الرمي أو الدوران إلى إصابة العضلات والعظام. يمكن أن تؤدي بعض الحالات إلى أذيات في النخاع الشوكي على مستوى الفقرات الرقبية الثالثة والرابعة والخامسة، ما ينتج عنه أذيات هامة قد تؤثر بشكل كبير على حركات الذراعين والساقين بالإضافة إلى الوظائف الحركية الدقيقة الأخرى.

### إصابة المعصم واليد
تتأثر حركات المعصم بسبب التهاب عضلات الساعد. تحدث معظم اضطرابات عظام الرسغ بين العظمين الزورقي والهلالي، وتحدث معظم كسور الرسغ بسبب السقوط على يد ممدودة عندما يكون الرسغ ممتدًا بشكل مفرط مع انحراف العظم الزندي، وقد يؤدي تورم الأنسجة مكان الرض إلى ضغط على العصب المتوسط، ما يؤدي في النهاية إلى تقييد الحركة، وتشمل الأعراض الأخرى الألم والخدر والضعف.

### إصابة الساق والقدم
تحدث معظم آلام الساقين نتيجة ألم انعكاسي من الظهر أو الوركين، وتعتبر إصابات القدم بما في ذلك التهاب اللفافة الأخمصية مصدرًا آخر للألم المرتبط بالوقوف لفترات طويلة. توجد ثلاثة أوتار رئيسية تحافظ على ثبات مفصل الكاحل، وتسهل هذه الأوتار الحركة حول الكاحل والقدم وأصابع القدم، وترتبط كسور المفصل بالتواء الكاحل غالبًا، ويمكن أن ترتبط أيضًا بإصابة الأربطة.